# Cyrtandra poulsenii
Cyrtandra poulsenii är en tvåhjärtbladig växtart som beskrevs av Brian Laurence Burtt. Cyrtandra poulsenii ingår i släktet Cyrtandra och familjen Gesneriaceae. Inga underarter finns listade i Catalogue of Life.